# Le Droit Humain (Bèlgica)

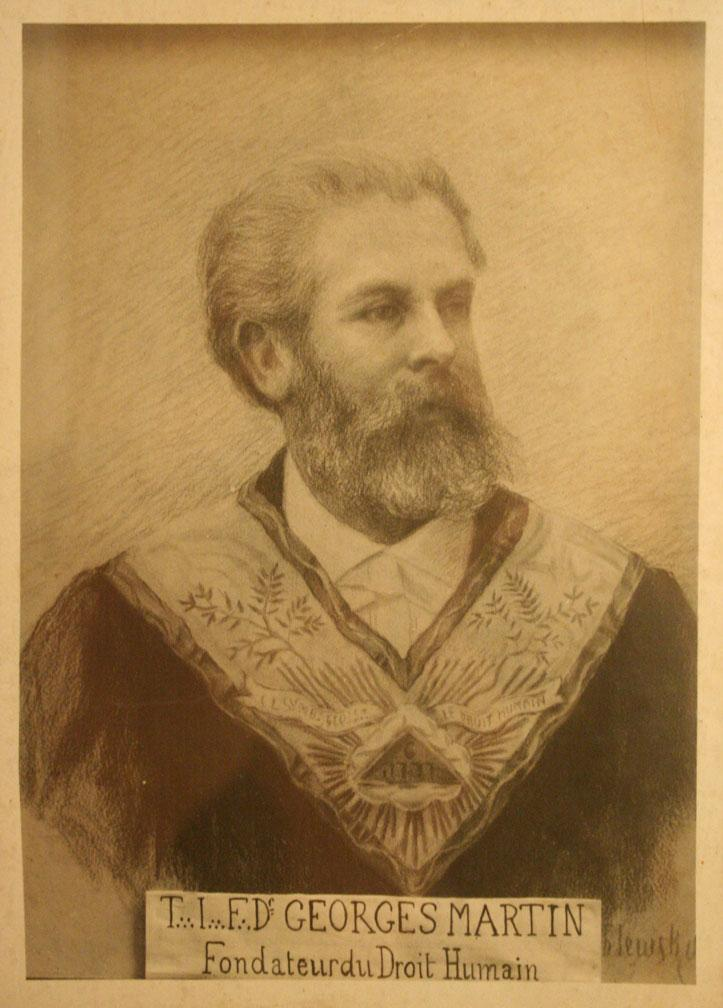
Georges Martin, un dels principals fundadors de l'Ordre maçonnique mixte international « le Droit humain ».

La Federació belga « Le Droit Humain » és una federació de lògies maçoniques de Bèlgica. És la segona federació en nombre d'adherits a l'Ordre maçonnique mixte international « le Droit humain » i l'única que accepta dones i homes. Treballa segons el Ritu Escocès Antic i Acceptat (R.E.A.A.).
La primera Lògia belga de l'Ordre Maçònic Mixt Internacional «El Dret Humà» es va instal·lar a Brussel·les, el 24 de maig de 1912, en presència del fundador francès, Georges Martin i el suport dels Germans d'una lògia del Grand Orient de Belgique. Altres Lògies es van crear ràpidament i, des de 1928, sis lògies van formar el nucli de la Fédération belge du «Droit Humain» que s'implantarà a tot el país.
El 1979 la Federació belga comptava 2345 membres. El 2004 (segons la plana web web oficial) compta més de 6000 membres per a 95 lògies. Fins al 1996 ha participat en el C.L.I.P.S.A.S. (Centre de Liaison et d'Information des Puissances Maçonniques Signataires de l'Appel de Strasbourg). Des de 1998, forma part del S.I.M.P.A. La Federació belga del «Dret Humà» va concloure un acord de col·laboració i de reconeixement mutu dels membres amb el Grand Orient de Belgique, La Grande Loge féminine de Belgique i la Grande Loge de Belgique amb les quals comparteixen la plana web.
El 2006 alguns tallers es van escindir de la federació, en no reconèixer l'autoritat del Consell Internacional establert a París i van crear una nova confederació amb el nom de «Lithos».

## Grans mestres
- 1928 - 1934 : Gaston Vandermeeren
- 1934 - 1940 : Ernest Decraene (tevens G.O.B.)
- 1940 - 1946 : sedes vacante
- 1946 - 19XX : Paula Doms
- 19XX - 19XX : Charles Moris
- 19XX - 19XX : Lucia de Brouckère
- 198X - 198X : Marie-Jeanne Sputael
- 198X - 199X : Jenny Vanroelen
- 199X - 1999 : Lydia Blontrock-Suys
- 1999 - 2001 : Thérèse Willekens
- 2001 - 2003 : Wim Rutten
- 2003 - 2005 : Nora Haeck
- 2005 - 2007 : Karina D.